# 速檀阿力
速檀·阿力（？—1478年），15世纪吐鲁番地方统治者，《明史》记载的吐鲁番汗国速檀（苏丹）。
他在也密力火者之后成为吐鲁番的统治者。1464年，向明朝遣使入贡。1469年，自称速檀。他吞并周围诸部，势力渐渐强大。1472年，杀害东察合台汗国可汗克伯，归附和克伯争立的羽奴思。1473年，攻克哈密卫，俘虏依附明朝的哈密忠顺王罕慎的女儿。部落五万人，垄断西域贡路和贸易。在位期间，和明朝保持政治经济联系，使者不断。1478年，速檀阿力死，羽奴思之子速檀阿黑麻成为吐鲁番的统治者。《明史》将速檀阿黑麻记成速檀阿力的儿子，而实际上原始材料《明实录》中还有一个「迤西速鲁檀阿力」，迤西阿力的活动范围才和羽奴思相近，两人在明史中被混淆，于是一些书籍误认为速檀阿力和羽奴思是一个人。